# Mike Fisher
Denna artikel handlar om hockeyspelaren Mike Fisher. Se även Mike Fisher (racerförare).
Michael Andrew "Mike" Fisher, född den 5 juni 1980 i Peterborough, Ontario, är en kanadensisk före detta professionell ishockeyspelare.  
Fisher var centerforward och spelade sist i NHL-laget Nashville Predators. 
Fisher debuterade i NHL säsongen 1999–00 då han spelade 32 matcher för Senators, och var efter det ordinarie i Senators laguppställning. Fisher var en tvåvägsspelare som var skicklig både defensivt och offensivt. Han gjorde sig känd för att spela ett aggressivt och uppoffrande defensivt spel, samtidigt som han deltog i offensiven. Sedan 1999 pekade Fishers poängproduktion stadigt uppåt; från 19 poäng debutsäsongen till 53 poäng, varav 25 mål, 2009–10. Under de senare säsongerna var han andrecenter i Senators, vilket också medförde större offensiva uppgifter.
Spelade sedan 2011 för Nashville Predators orginisation. Sedan 2016 var han kapten i laget efter att Shea Webber lämnade Predators. Den 3 augusti 2017 meddelade Fisher att han avslutar sin karriär.
Mike Fisher är gift med sångerskan Carrie Underwood.